# アニェス・ダンティオケ
アニェス・ダンティオケ（フランス語：Agnès d'Antioche, 1154年ごろ - 1184年ごろ）またはアニェス・ド・シャティヨン（Agnès de Châtillon）またはアンナ（Anna）は、ハンガリー王ベーラ3世の最初の妃。1848年のハンガリー革命の際に偶然アニェスの墓が無傷の状態で発見され、これが愛国的デモの機会を提供することとなった。アニェスはその遺体が調査された唯一の12世紀のハンガリー王妃であり、その容姿が復元されている。

## 生涯
アニェスはルノー・ド・シャティヨンとアンティオキア女公コンスタンスの娘である。
アニェスの生年月日は不明であるが、1153年5月に両親が秘密裏に結婚してまもなく生まれたとみられ、1154年を生年とすることが多い。洗礼の際にアニェスの名がつけられたと考えられる。
父ルノーは1160年11月にムスリムに捕らえられ、15年間アレッポに監禁されていた。母コンスタンスは1163/7年ごろに死去し、東ローマ皇帝マヌエル1世コムネノスと結婚していた異父姉マリーがいるコンスタンティノープルを訪れた。皇帝マヌエル1世の求めにより、アニェスはハンガリー王子ベーラと結婚した。ベーラは1166年にマヌエル1世の息子アレクシオスが生まれるまで、マヌエル1世の娘マリア・コムネナと婚約していた。アニェスとベーラの結婚式がいつ行われたかは不明であるが、1168年ごろで1172年以前であり and no later than 1172.、1169年9月または1171年3月と考えられている。
アニェスは東ローマの宮廷で「アンナ」と名を変えた。ハンガリーの記録では常にアニェスはアンナの名で現れるが、当時アニェスの名がハンガリーでは珍しかったためと考えられる。
アニェスとベーラはエルサレムに巡礼し、そこで聖ヨハネ騎士団に寄付をおこなった。1172年3月4日にイシュトヴァーン3世が死去し、同年夏にベーラはベーラ3世としてハンガリー王位につき、夫妻でハンガリーに移った。アニェスはベーラ3世と共に1173年1月13日にセーケシュフェヘールヴァールの聖イシュトヴァーン大聖堂で戴冠を受けた。
アニェスの影響により、ハンガリーにフランスの文化様式が広まった。
また、アニェスは先祖のつながりからブルゴーニュのシトー会修道士と連絡を取ることができ、ハンガリーで初めてのシトー会修道士がブルゴーニュから移住した。1182年にハンガリーで最初に創建されたシトー会修道院は、実際にポンティニーおよびアニェスの先祖ドンジー家の所領の近くにあった3つの修道院と深いかかわりを持っていた。
アニェスの没年は、同時代のどの記録にも見られないが、1184年かそれより少し前に死去したと考えられている。アニェスはセーケシュフェヘールヴァールの聖イシュトヴァーン大聖堂に埋葬され、その遺体は19世紀後半に大聖堂の遺構で発掘された際に考古学者により確認された。その後、遺体はブダペストのマーチャーシュ聖堂に夫ベーラ3世と共に改葬された。

## 子女
少なくとも6人の子女をもうけた。
- イムレ（1174年 - 1204年） - ハンガリー王（1196年 - 1204年）
- マルギト（1175年 - 1223年以降） - 東ローマ皇帝イサキオス2世アンゲロスと結婚、テッサロニキ王ボニファーチョ1世・ディ・モンフェッラートと結婚、ニコラ1世・ド・サントメールと結婚
- アンドラーシュ2世（1177年 - 1235年） - ハンガリー王（1205年 - 1235年）
- シャラモン - 早世
- イシュトヴァーン - 早世
- コンスタンツィア（1181年ごろ - 1240年） - ボヘミア王オタカル1世と結婚[17][18]